# Chondriovelum
Chondriovelum is een mosdiertjesgeslacht uit de familie van de Onychocellidae en de orde Cheilostomatida. De wetenschappelijke naam ervan is in 1988 voor het eerst geldig gepubliceerd door Hayward & Thorpe.

## Soorten
- Chondriovelum adeliense (Livingstone, 1928)
- Chondriovelum angustilobata (Moyano, 1974)